# Seuneubok Buloh (Idi Tunong)
Seuneubok Buloh is een bestuurslaag in het regentschap Aceh Timur van de provincie Atjeh, Indonesië. Seuneubok Buloh telt 248 inwoners (volkstelling 2010).